# 계국대장공주
계국대장공주(薊國大長公主, ? ~ 1316년 1월 15일(1315년 음력 12월 20일))는 원나라 황실의 일원이자 고려의 왕후로, 쿠빌라이 칸의 아들 친킴의 후손이자 감마랄의 딸이다. 본명은 보타슈리 또는 부다시리(寶塔實憐·卜答失里, ᠪᠤᠳᠢᠰᠢᠷᠢ, 키릴 문자:Будашир)이며, 한국공주(韓國公主), 한국장공주(韓國長公主)라고도 한다. 고려 충선왕의 왕후이다. 고려 충선왕이 자신보다 조비(趙妃)를 총애하는 것을 질투하고 무고 사건을 일으켰다.

## 생애
원나라 세조 쿠빌라이 칸의 증손녀이고, 친킴의 손녀이며, 원 현종 카말라의 딸이다. 어머니는 미상으로 양왕 송산의 친누이인지 이복 누이인지, 원 태정제의 친 누이인지, 이복 누이인지 불확실하다.
초기 생애에 대해서는 알려진 것이 없다. 대원 세조 쿠빌라이 칸의 손자 진 헌무왕 감마랄의 서녀로, 양왕 송산의 친 누이 혹은 이복 누이이며, 원 진종 예순테무르의 이복 누나가 된다. 충렬왕의 왕비 제국대장공주는 대고모뻘로, 충선왕은 내종 아저씨뻘이었다.
1296년, 11월 27일 원 성종 테무르 칸의 명으로 고려의 세자 왕장(王璋, 후일의 충선왕)과 결혼해 세자빈이 되어 고려로 들어왔다. 1310년 7월 원 무종 카이산에 의해 한국장공주(韓國長公主)에 책봉되었다. 그러나 충선왕이 자기보다 앞서 맞아들인 고려인 출신 후궁 조비(趙妃)를 더 총애하자, 이를 시기하여 충선왕을 원으로 불러들이게 하였다. 충선왕의 아버지인 충렬왕이 그녀를 쫓아내려고 하였으나 뜻을 이루지 못하였다. 정치적으로 많은 말썽을 일으키고 원에서 죽었으나 고려에서 장례지냈다. 사망 원인은 미상이다.
매장지는 미상이며 자녀는 없다. 1343년 원나라로부터 계국대장공주의 시호를 받았다.

## 같이 보기
- 고려 충선왕
- 보르지긴 카말라